# Pimpinella hydrophila
Pimpinella hydrophila är en flockblommig växtart som beskrevs av H.Wolff. Pimpinella hydrophila ingår i släktet bockrötter, och familjen flockblommiga växter. Inga underarter finns listade i Catalogue of Life.